# Novokastornoe
Novokastornoe (in russo Новокасторное?) è un insediamento di tipo urbano della Russia europea, situato nel distretto Kastorenskij dell'oblast' di Kursk.